# Hedda Hopper
Hedda Hopper, all'anagrafe Elda Furry (Hollidaysburg, 2 maggio 1885 – Hollywood, 1º febbraio 1966), è stata un'attrice e giornalista statunitense.
Insieme a Elsa Maxwell e Louella Parsons, faceva parte di quello che veniva popolarmente conosciuto come il trio delle più famose pettegole di Hollywood, giornaliste che avevano ognuna una seguitissima rubrica di gossip sui più diffusi giornali degli USA.

## Biografia

### Primi anni
Elda Furry era nata nel 1885 in Pennsylvania, in una famiglia di piccoli commercianti. Quando la piccola ebbe tre anni, la famiglia si trasferì ad Altoona, dove suo padre aprì una macelleria. La giovane Elda iniziò a calcare le tavole di un palcoscenico cercando di farsi strada nel teatro musicale. A New York, trovò lavoro come ballerina di fila, ma senza grande successo. Il coreografo Ned Wayburn la definì "una mucca goffa".
Tempo dopo riuscì a entrare a far parte della compagnia dell'idolo delle platee DeWolf Hopper, che poi divenne suo marito. Ma Elda, pur cominciando ad aver successo, riteneva che far parte del corpo di ballo non significasse fare l'attrice. Ottenne una parte in una commedia di Edgar Selwyn, studiando nel frattempo canto. Le precedenti mogli dell'attore si chiamavano Ella, Ida, Edna e Nella. La somiglianza dei nomi indisponeva l'attrice che decise di cambiare il suo (Elda), facendolo diventare Hedda.

### Carriera

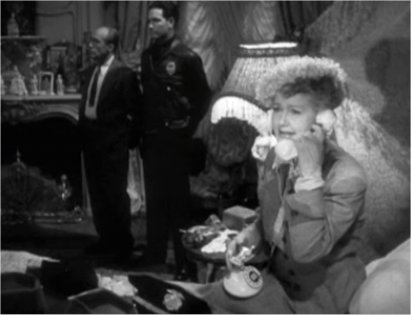
Hedda Hopper interprete di sé stessa in Viale del tramonto

A 26 anni, nel 1911, iniziò la sua carriera di attrice cinematografica in The Battle of Hearts di Oscar Apfel, accanto a William Farnum. Alta 1,70, filiforme e dai modi eleganti, sostenne ruoli che la vedevano rivestire spesso i panni di signore della buona società. Nella sua carriera prese parte a 141 pellicole, quasi tutte appartenenti all'epoca del muto. Molte di esse sono andate perdute.
Nel 1937 le fu offerta l'occasione di scrivere una rubrica di pettegolezzi. Hedda Hopper's Hollywood esordì il 14 febbraio 1938 sul Los Angeles Times. Quando nel 1950 Billy Wilder girò Viale del tramonto, impiegò nel suo film numerosi attori del muto; vi comparve anche Hedda Hopper, che impersonò se stessa, nel ruolo della giornalista alla ricerca dei gossip sulle star hollywoodiane. Poco prima di morire, nel 1966 interpretò se stessa anche nel film Tramonto di un idolo di Russell Rouse.
Nel 1952 Hedda Hopper diede alle stampe la sua autobiografia From under my Hat nella quale, oltre a raccontare la sua carriera, descrisse numerosi particolari inediti della vita delle star di Hollywood.

### Anticomunismo
Fervente repubblicana, Hedda Hopper fu tra coloro che contribuirono alla creazione della lista nera di Hollywood, usando i suoi 35 milioni di lettori per distruggere le carriere degli attori in odore di comunismo o di quelli omosessuali; inoltre si compiaceva nello screditare le persone da lei giudicate discutibili per lo stile di vita peccaminoso . Era un membro di spicco della Motion Picture Alliance for the Preservation of American Ideals, fondata nel 1944 con l'intento di sradicare i sospetti comunisti a Hollywood. Si considerava una custode degli standard morali a Hollywood e arrivò in alcuni casi a collaborare con l'FBI.
Inserì lo sceneggiatore Dalton Trumbo nella lista nera per tutta la fine degli anni Quaranta e Cinquanta, a causa della sua appartenenza al Partito Comunista. Charlie Chaplin fu un altro bersaglio della Hopper per le sue presunte simpatie comuniste e per i suoi rapporti con donne molto più giovani, che lei considerava immorali nonostante ella stessa si fosse sposata con un uomo di 27 anni più anziano. Gli rinfacciava inoltre di essere rimasto cittadino britannico e di non essere diventato statunitense, ritenendolo un ingrato nei confronti di un Paese che gli aveva dato tanto. Le sue continue critiche a Chaplin furono uno dei fattori che contribuirono a fargli negare il rientro negli Stati Uniti nel 1952.
Anche l'attrice Ingrid Bergman fu inserita nella lista nera di Hedda Hopper, per essere rimasta incinta al di fuori del matrimonio ed essersi unita a un uomo sposato.

### Morte
Morì di polmonite doppia all'età di 80 anni al Cedars of Lebanon Hospital. Venne sepolta al Rose Hill Cemetery di Altoona in Pennsylvania.

## Vita privata
L'8 maggio 1913, si sposò con DeWolf Hopper nel New Jersey. La coppia ebbe un figlio, l'attore William Hopper, conosciuto per il ruolo di Paul Drake, l'investigatore della serie televisiva Perry Mason. DeWolf e la Hopper divorziarono nel 1922.

## Riconoscimenti
Per il suo contributo all'industria cinematografica, Hedda Hopper ha avuto una stella sulla Hollywood Walk of Fame al 6313½ Hollywood Boulevard.

## Filmografia

### Cinema
- The Battle of Hearts, regia di Oscar Apfel (1916)
- The Food Gamblers, regia di Albert Parker (1917)
- Seven Keys to Baldpate, regia di Hugh Ford (1917)
- Her Excellency, the Governor, regia di Albert Parker (1917)
- Nearly Married, regia di Chester Withey (1917)
- The Beloved Traitor, regia di William Worthington (1918)
- Matrimonio intermittente (By Right of Purchase), regia di Charles Miller
- Virtuous Wives, regia di George Loane Tucker (1918)
- The Third Degree, regia di Tom Terriss (1919)
- Sadie Love, regia di John S. Robertson (1919)
- The Isle of Conquest, regia di Edward José (1919)
- The Man Who Lost Himself, regia di George D. Baker (1920)
- The New York Idea, regia di Herbert Blaché (1920)
- Heedless Moths, regia di Robert Z. Leonard (1921)
- The Inner Chamber, regia di Edward José (1921)
- Conceit, regia di Burton George (1921)
- Sherlock Holmes, regia di Albert Parker (1922)
- What's Wrong with the Women?, regia di Roy William Neill (1922)
- Women Men Marry, regia di Edward Dillon (1922)
- Has the World Gone Mad!, regia di J. Searle Dawley (1923)
- Reno, regia di Rupert Hughes (1923)
- Gambling Wives, regia di Dell Henderson (1924)
- Why Men Leave Home, regia di John M. Stahl (1924)
- Felicità (Happiness), regia di King Vidor (1924)
- Miami, regia di Alan Crosland (1924)
- Another Scandal, regia di Edward H. Griffith (1924)
- La seconda vita di Arturo Merril (Sinners in Silk), regia di Hobart Henley (1924)
- L'arrivista (The Snob), regia di Monta Bell (1924)
- Her Market Value, regia di Paul Powell (1925)
- Déclassée, regia di Robert G. Vignola (1925)
- Dangerous Innocence, regia di William A. Seiter (1925)
- Zander the Great, regia di George W. Hill (1925)
- Raffles, regia di King Baggot (1925)
- The Teaser, regia di William A. Seiter (1925)
- Borrowed Finery, regia di Oscar Apfel (1925)
- Dance Madness, regia di Robert Z. Leonard (1926)
- The Caveman, regia di Lewis Milestone (1926)
- Pleasures of the Rich, regia di Louis J. Gasnier (1926)
- Skinner's Dress Suit, regia di William A. Seiter (1926)
- Lew Tyler's Wives, regia di Harley Knole (1926)
- The Silver Treasure, regia di Rowland V. Lee (1926)
- Don Giovanni e Lucrezia Borgia (Don Juan), regia di Alan Crosland (1926)
- Fools of Fashion, regia di James C. McKay (1926)
- Mona Lisa, regia di Arthur Maude (1926)
- Obey the Law, regia di Alfred Raboch (1926)
- Adamo e il peccato (Adam and Evil), regia di Robert Z. Leonard (1927)
- One Woman to Another, regia di Frank Tuttle (1927)
- L'atleta innamorato (The Drop Kick), regia di Millard Webb (1927)
- A Reno Divorce, regia di Ralph Graves (1927)
- Black Tears, regia di John Gorman (1927)
- Moglie senza chich (French Dressing), regia di Allan Dwan (1927)
- Guardie... arrestatemi! (Love and Learn), regia di Frank Tuttle (1928)
- The Whip Woman, regia di Joseph Boyle (1928)
- The Port of Missing Girls, regia di Irving Cummings (1928)
- Sinfonia d'amore (A Song of Kentucky), regia di Lewis Seiler (1929)
- Such Men Are Dangerous, regia di Kenneth Hawks (non accreditato) (1930)
- Un sogno che vive (High Society Blues), regia di David Butler (1930)
- Murder Will Out, regia di Clarence G. Badger (1930)
- Holiday, regia di Edward H. Griffith (1930)
- La moglie bella (Let Us Be Gay), regia di Robert Z. Leonard (non accreditato) (1930)
- Ragazze che sognano (Our Blushing Brides), regia di Harry Beaumont (non accreditato) (1930)
- The Prodigal, regia di Harry A. Pollard (1931)
- Risveglio (West of Broadway), regia di Harry Beaumont (1931)
- Rebound, regia di Edward H. Griffith (1931)
- Fiamme sul mare (Shipmates), regia di Harry A. Pollard (1931)
- Il professore (Speak Easily), regia di Edward Sedgwick (1932)
- What a Life, regia di Theodore Reed (1939)
- Donne (The Women) , regia di George Cukor (1939)
- Viale del tramonto (Sunset Boulevard), regia di Billy Wilder (1950)
- Tramonto di un idolo (The Oscar), regia di Russell Rouse (1966)

### Televisione
- Playhouse 90 – serie TV, episodio 1x25 (1957)
- Westinghouse Desilu Playhouse – serie TV, episodio 2x10 (1959)